# أنحف (رواية)
أنحف (بالإنجليزية: Thinner)‏ هي رواية للكاتب ستيفن كينغ، نُشرت في عام 1984 تحت اسمه المستعار ريتشارد باكمان.
اعتُبرت آخر رواية منشورة باسم كينغ المستعار «ريتشارد باكمان»، حتى عام 1996 عندما نُشرت رواية المنظمون، وهي آخر رواية تُنشر قبل أن ينكشف اسم ريتشارد باكمان على أنه اسم ستيفن كينغ المستعار.
شمل الإصدار الأولي لغلاف أنحف صورة سترة وهمية تعود إلى «باكمان». ويُزعم أن كلوديا إينيز باكمان قد التقطت هذه الصورة. الموضوع الرئيس للصورة هو ريتشارد مانويل، وكيل تأمين كيربي مكولي، الذي كان وكيل كينغ الأدبي.
اقتُبست الرواية في فيلم أنحف في عام 1996.

## الحبكة
بيلي هاليك، محامٍ مفرط البدانة ومتعجرف في ولاية كونيتيكت، خاض مؤخرًا دعوى قضائية أليمة وجّهت إليه تهمة القتل غير العمد عن طريق السيارة. بينما كان يقود عبر البلدة، شتّتت زوجته هيدي انتباهه عبر الجنس اليدوي، ما تسبب في دهسه امرأةً عجوزًا تنتمي إلى مجموعة من الغجر المتنقلين. تُرفض القضية في مرحلة أولية بفضل القاضي ورئيس الشرطة، فقد كان كلاهما صديقًا مقربًا لبيلي. ومع ذلك، بينما يغادر بيلي قاعة المحكمة، يضربه والد المرأة العجوز الأكبر سنًا، تادوز ليمكه، على وجهه ويهمس له كلمة واحدة: «أنحف». تذهل كلمة الرجل العجوز وسلوكه بيلي.
يبدأ بيلي بفقدان الوزن في وتيرة متسارعة باستمرار، وسرعان ما يدرك أن ليمكه قد لعنه. يعلم أيضًا أن القاضي الذي أعطى الحكم غير العادل قد حلّت عليه لعنة الرجل العجوز أيضًا، مسببةً نمو الحراشف على جلده. لُعن رئيس شرطة البلدة الذي ساعد في تخفيف التهم الموجهة إلى بيلي بحالة مرعبة من حب الشباب. وينتحر كلا الرجلين في النهاية. أسبوعًا بعد أسبوع، يستمر بيلي في خسارة الأرطال على الرغم من محاولاته المستمرة اتخام نفسه بالطعام.
بمساعدة محققين خاصين وريتشي «ذا هامر» جينيلي، وهو عميل سابق له صلات مع الجريمة المنظمة، يتتبع بيلي الهزيل فرقة الغجر شمالًا على طول ساحل نيو إنجلاند حتى مين. يواجه ليمكه في مخيمهم ويحاول إقناعه أن يرفع اللعنة، لكن يرفض ليمكه القيام بهذا، مصّرًا على أن العدالة يجب أن تأخذ مجراها على بيلي. يطرد الغجر بيلي خارج معسكرهم، لكن ليس قبل أن ترميه جينا ابنة حفيد ليمكه بحاملة كرات على يده. يطلب بيلي المساعدة من ريتشي، الذي يرسل بدوره طبيبًا غوغائيًا كي يعالج يد ريتشي، ثم يأتي شخصيًا ليرهب معسكر الغجر.
بعد انتهاء ريتشي من الغجر، يوافق ليمكه على رؤية بيلي. يُحضر ليمكه معه فطيرة فراولة ويضيف إليها دمًا من يد بيلي المصابة، مشيرًا إلى أن اللعنة قد تُنقل إلى شخص آخر لكنها لن تُدمر. سيتوقف فقدان الوزن لوقت قصير ثم يعود، إلا إذا أكل أحدهم الفطيرة، التي ستنقل إليه اللعنة، ما يسمح لبيلي باستعادة صحته. يتوسل ليمكه بيلي أن يأكل الفطيرة بنفسه ويموت بشرف، لكن بيلي يأخذها إلى المنزل عوضًا عن ذلك، إذ يجد يد ريتشي المقطوعة في سيارته. في وقت لاحق، من تقرير في نشرة أخبار، يعرف بيلي أنه قد عُثر على ريتشي ميتًا رميًا بالرصاص مع كلمة «خنزير» مكتوبة بالدم على جبينه.
يعود بيلي إلى منزله ويعتزم إعطاء الفطيرة لهيدي، التي ألقى اللوم عليها في مأزقه. في صباح اليوم التالي، يجد أن هيدي وابنتهما ليندا قد أكلتا من الفطيرة. وإدراكًا منه أن كلتيهما قد حُكمتا بالهلاك الآن، يقطع حصة من الفطيرة لنفسه حتى يتمكن من الانضمام إليهما في الموت.